# شاندلير جي. ولس
شاندلير جي. ولس هو سياسي أمريكي، ولد في 10 يونيو 1814 في أوتيكا في الولايات المتحدة، وتوفي في 4 فبراير 1887 في بوفالو في الولايات المتحدة. نشط حزبياً في الحزب الجمهوري.